# Полоное (Псковская область)
Полоное — деревня в центральной части Порховского района Псковской области. Является административным центром сельского поселения «Полонская волость».
| 2001 | 2002  | 2010  | 2021  |
| ---- | ----- | ----- | ----- |
| 2126 | ↘1819 | ↘1587 | ↗1623 |

Расположена в 6 км к востоку от города Порхов. С городом Порхов связана городским маршрутом № 2 (ХПП — Полоное). В XIX веке — родовая усадьба Корсаковых и князей Дондуковых-Корсаковых. Здесь развернула свою благотворительную деятельность княжна Мария Дондукова-Корсакова.
К северу от деревни есть остановочный пункт пригородных поездов РЖД — Льносовхоз.